# Amblyopone denticulata
Amblyopone denticulata är en myrart som först beskrevs av Julius Roger 1859.  Amblyopone denticulata ingår i släktet Amblyopone och familjen myror. Inga underarter finns listade i Catalogue of Life.

## Bildgalleri

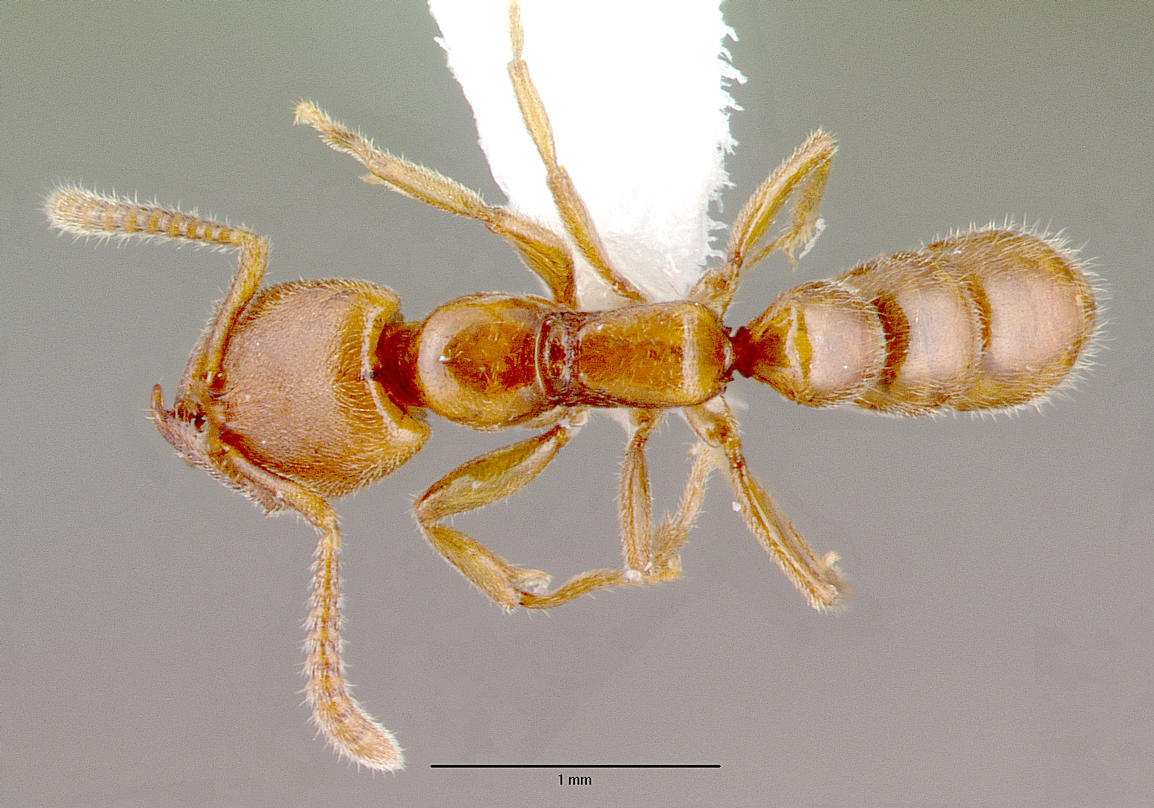
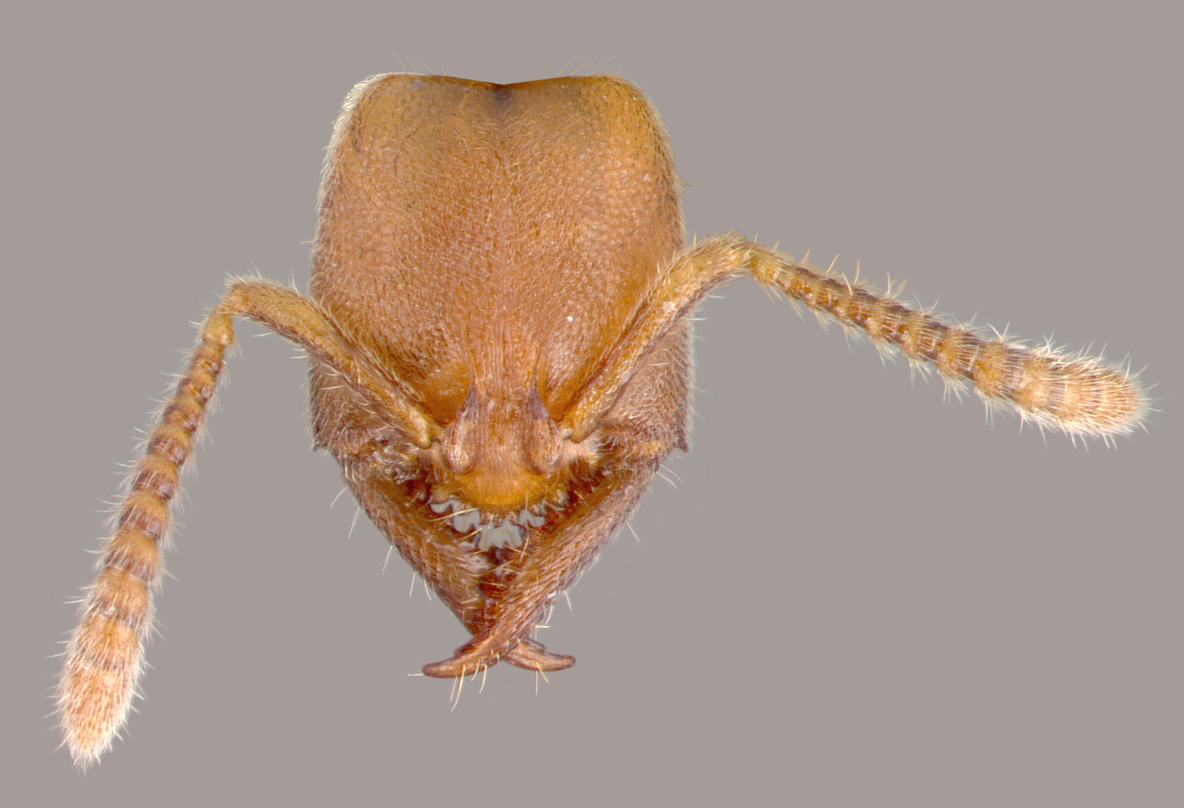
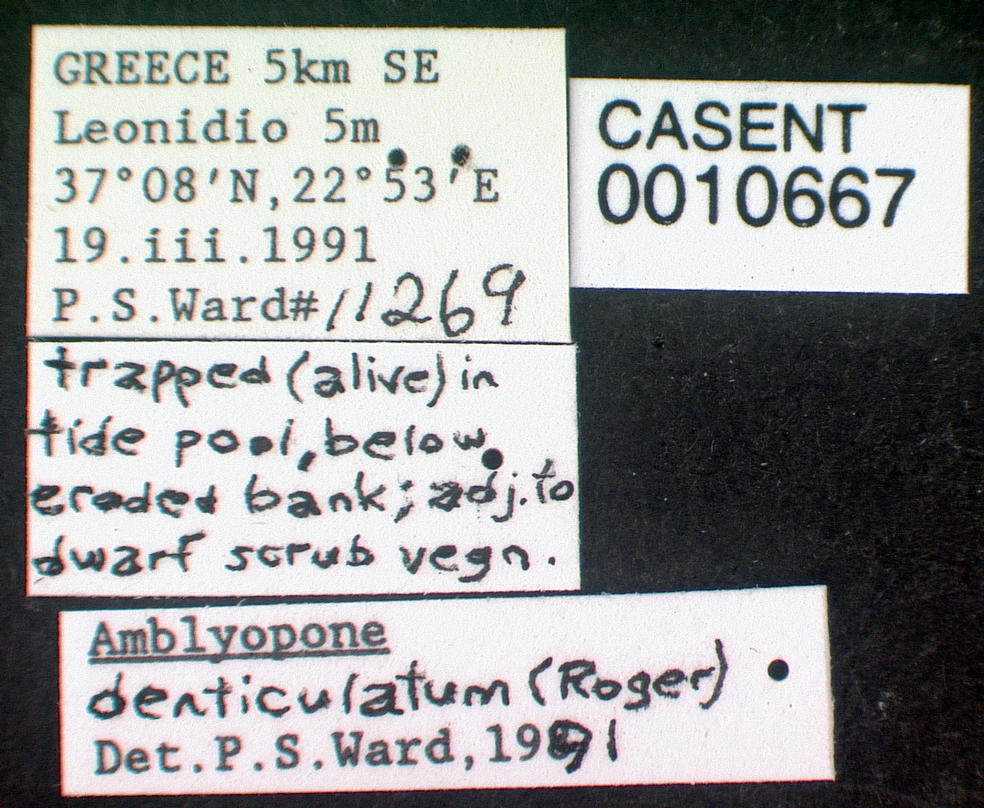
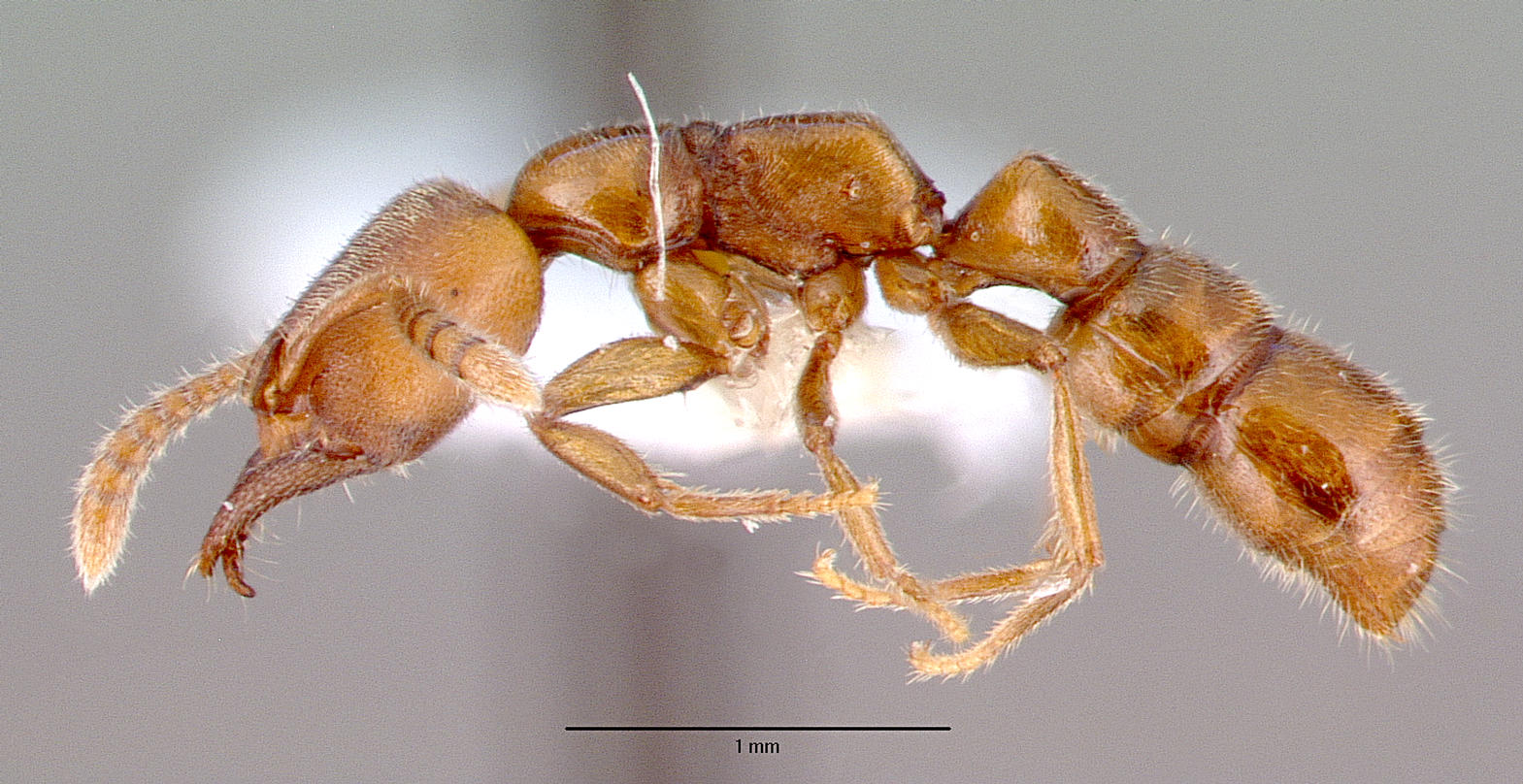
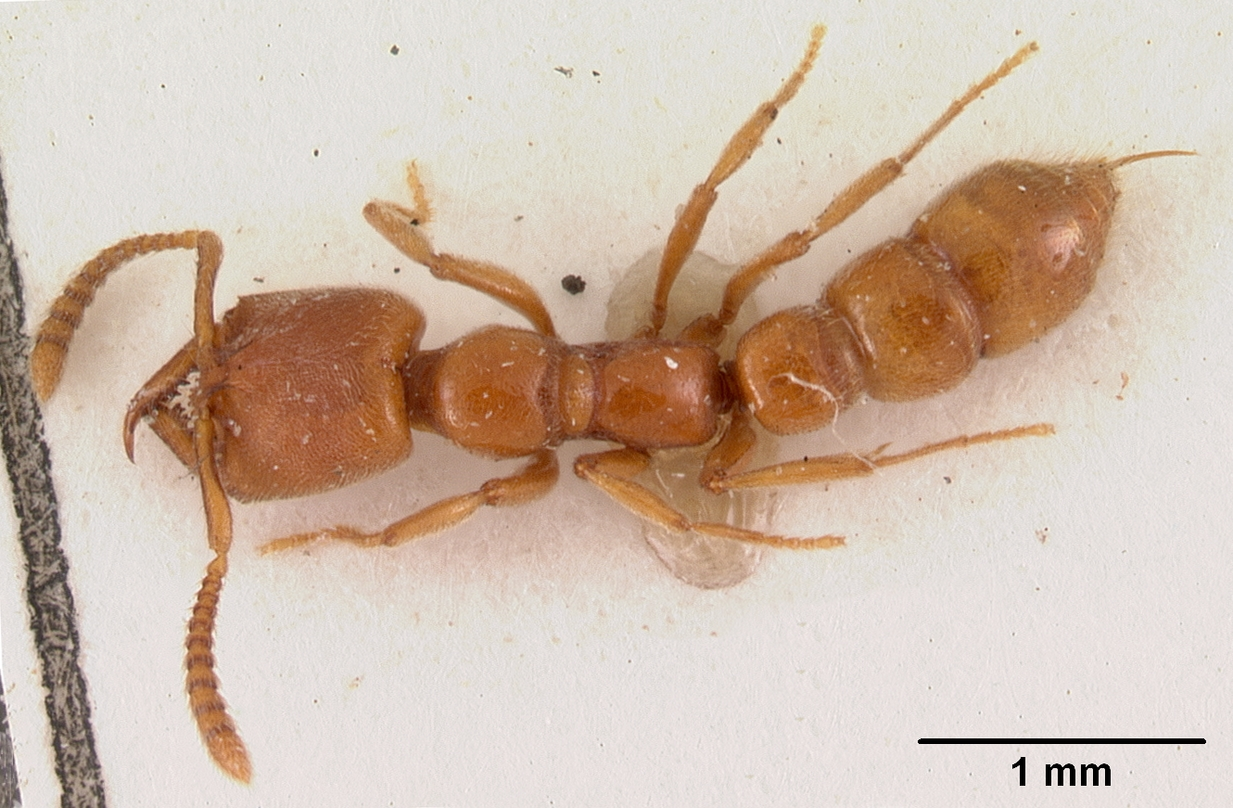
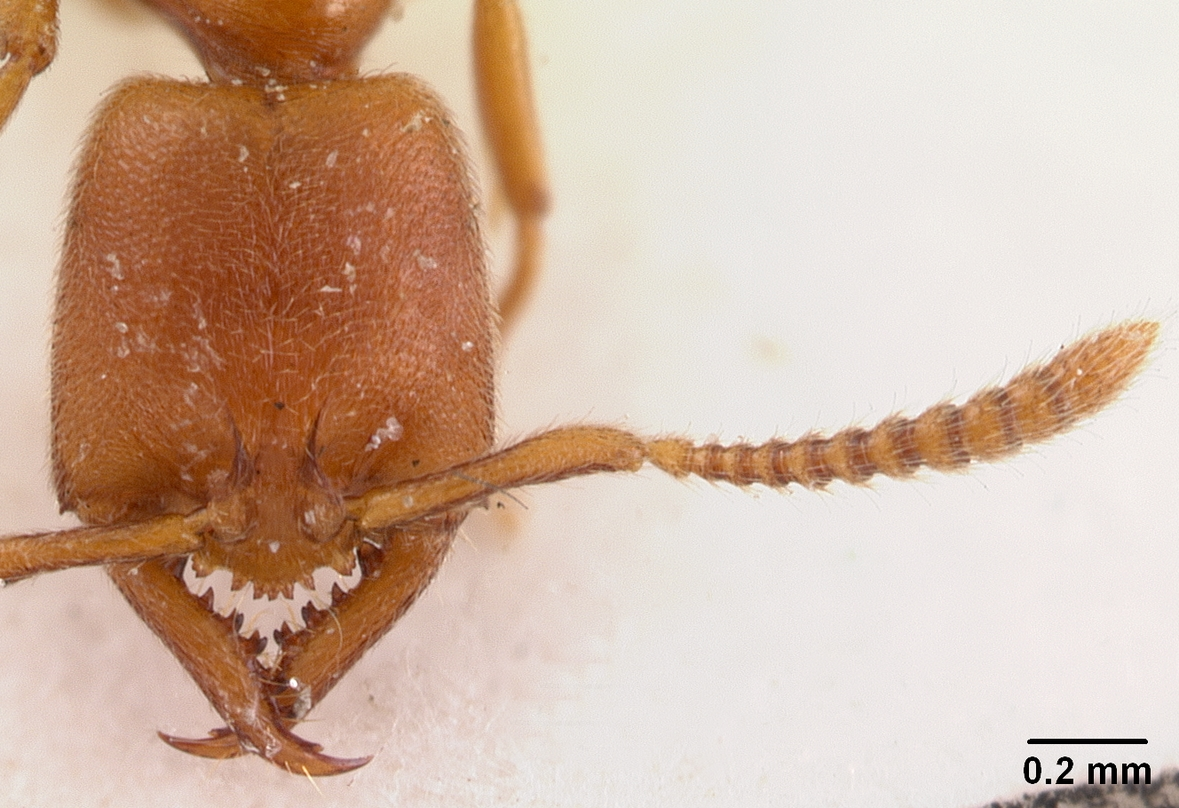